# Castello di Casalgiate
Il Castello di Casalgiate è un antico castello situato nella località di Casalgiate presso Novara in Piemonte.

## Storia
I primi documenti attestanti l'esistenza del castello risalgono al 20 giugno 1470, trattandosi di un atto con il quale i figli di Simone Avogadro ricevevano in eredità la proprietà paterna. Tuttavia, la sua prima costruzione sarebbe più antica, avendo notizie della distruzione da parte dalla Compagnia Bianca negli anni 1361-63 di una precedente struttura situata nello stesso luogo.
Nel 1547 Giovanni Filippo Avogadro, dopo essere entrato in possesso del castello, ne iniziò la ristrutturazione facendone la propria residenza signorile e adattandolo a esigenze agricole. La proprietà appartenne alla famiglia degli Avogadro sino alla sua estinzione nel 1779. Francesco Avogadro, suo ultimo discendente lasciò il castello all’Ospedale Maggiore di Novara.
Negli anni 1943/45 parte dei sotterranei del castello vennero utilizzati come prigione militare.
Il Castello purtroppo, a partire dal 1970, non è stato più abitato e lasciato in uno stato di profondo degrado.
Solo nel 2018 è stato finalmente venduto ad un privato di Vercelli che all’inizio del 2019 ha incominciato a ristrutturalo.
Sino a quando non è stato disboscato il terreno intorno al castello, la maggior parte degli autonomisti che transitavano da Casalgiate erano ignari dell’esistenza del castello.
All’interno c’è ancora un mulino con la classica ruota ed un ascensore ad acqua perfettamente conservato che portava il riso dal piano terra al magazzino del primo piano dove veniva essiccato.

## Descrizione
Il castello sorge nelle campagne a ovest della città di Novara. Presenta una pianta a forma di quadrilatero irregolare con cortile interno, ancora parzialmente circondato da un fossato ed in parte da un giardino. L'ingresso è posto alla base di un torrione sul lato meridionale dove è visibile lo stemma della famiglia Avogadro.